# Sygnał na stanowiskach przestawczych zestawów kołowych

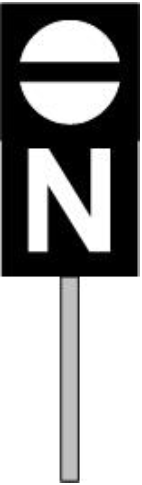
Sygnał Z1p - kolej

W Polsce obecnie stosuje się tylko jeden sygnał na stanowiskach przestawczych zestawów kołowych – Z 1p. Sygnał składa się z czarnej kresy poziomej na tle okrągłej białej tarczy, pod którą znajduje się duża biała litera N. Oznacza on, że pojazdom kolejowym z nieprzesuwnymi kołami zestawów kołowych zabrania się wjazdu na tor dojazdowy do stanowiska przestawczego poza ten sygnał. Sygnał ustawia się w odległości nie mniejszej niż 15 metrów od początku stanowiska przestawczego.